# Dongnan Qiuling

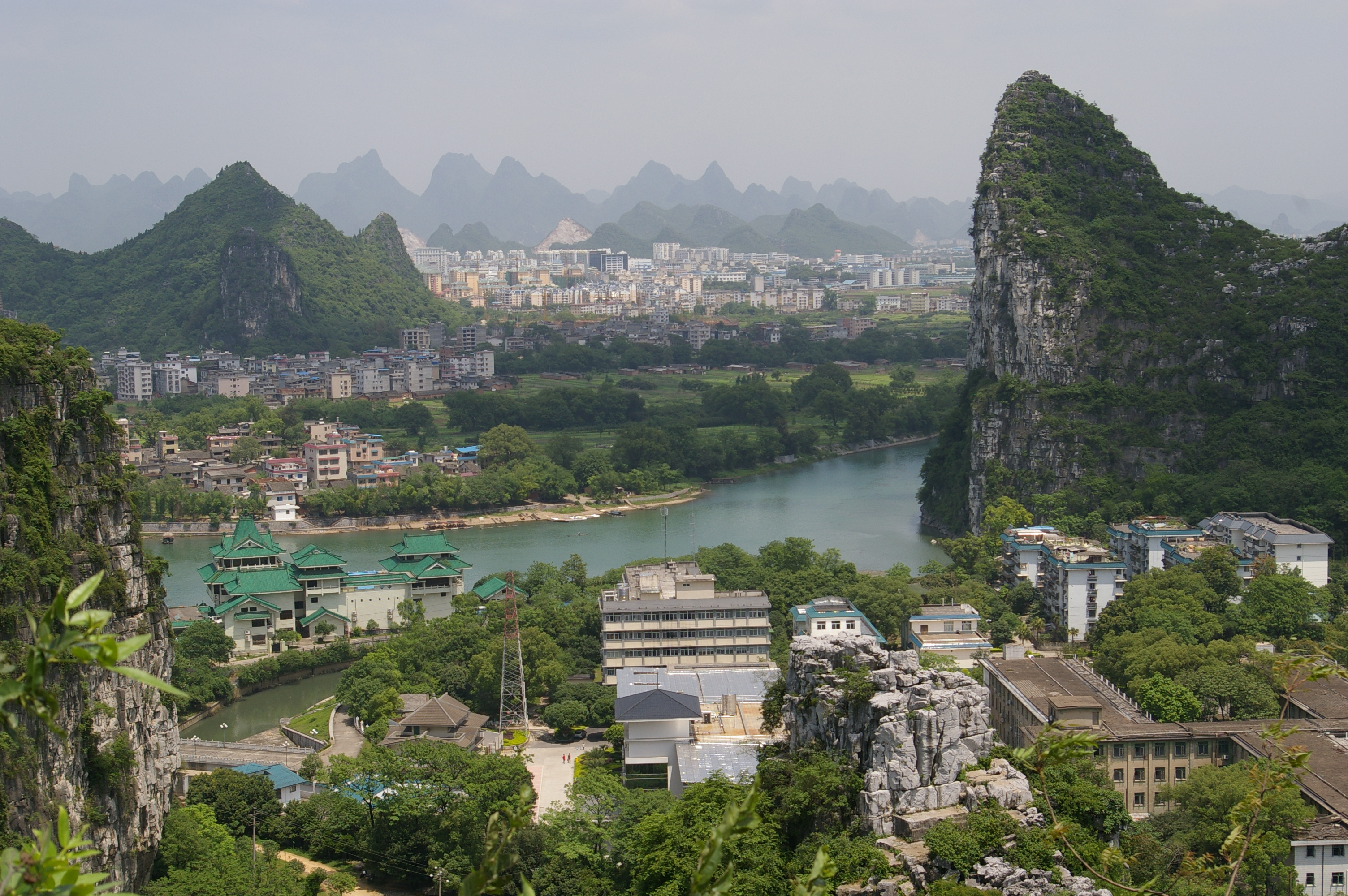
Guilin dans la région autonome du Guangxi

Le terme 'Dongnan Qiuling chinois simplifié : 东南丘陵 ; chinois traditionnel : 東南丘陵 ; pinyin : dōngnán qiūlíng ; litt. « collines du Sud-Est » est un terme désignant les paysages de collines du Sud-Est de la Chine, s'étendant jusqu'à la baie d'Along, au Viet Nam à l'Ouest et jusqu'à la province du Zhejiang à l'Est.
On les divise en trois régions :
- Jiangnan Qiuling (zh) (江南丘陵), en référence au sud du fleuve Changjiang.
- Zhemin Qiuling (zh) (浙闽丘陵), en référence à la province du Zhejiang et au fleuve Min, également appelé Dongnan Yanhai Qiuling (东南沿海丘陵, collines du littoral du Sud-Est)
- Liangguang Qiuling (两广丘陵), en références aux deux régions que sont la province du Guangdong et la région autonome du Guangxi.